# Ophiorrhiza grandibracteolata
Ophiorrhiza grandibracteolata là một loài thực vật có hoa trong họ Thiến thảo. Loài này được F.C.How ex H.S.Lo mô tả khoa học đầu tiên năm 1990.